# Romain Cardis
Romain Cardis, né le 12 août 1992 à Melun (Seine-et-Marne), est un coureur cycliste français. Il est membre de l'équipe Saint Michel-Auber 93.

## Biographie

### Jeunesse et carrière amateur

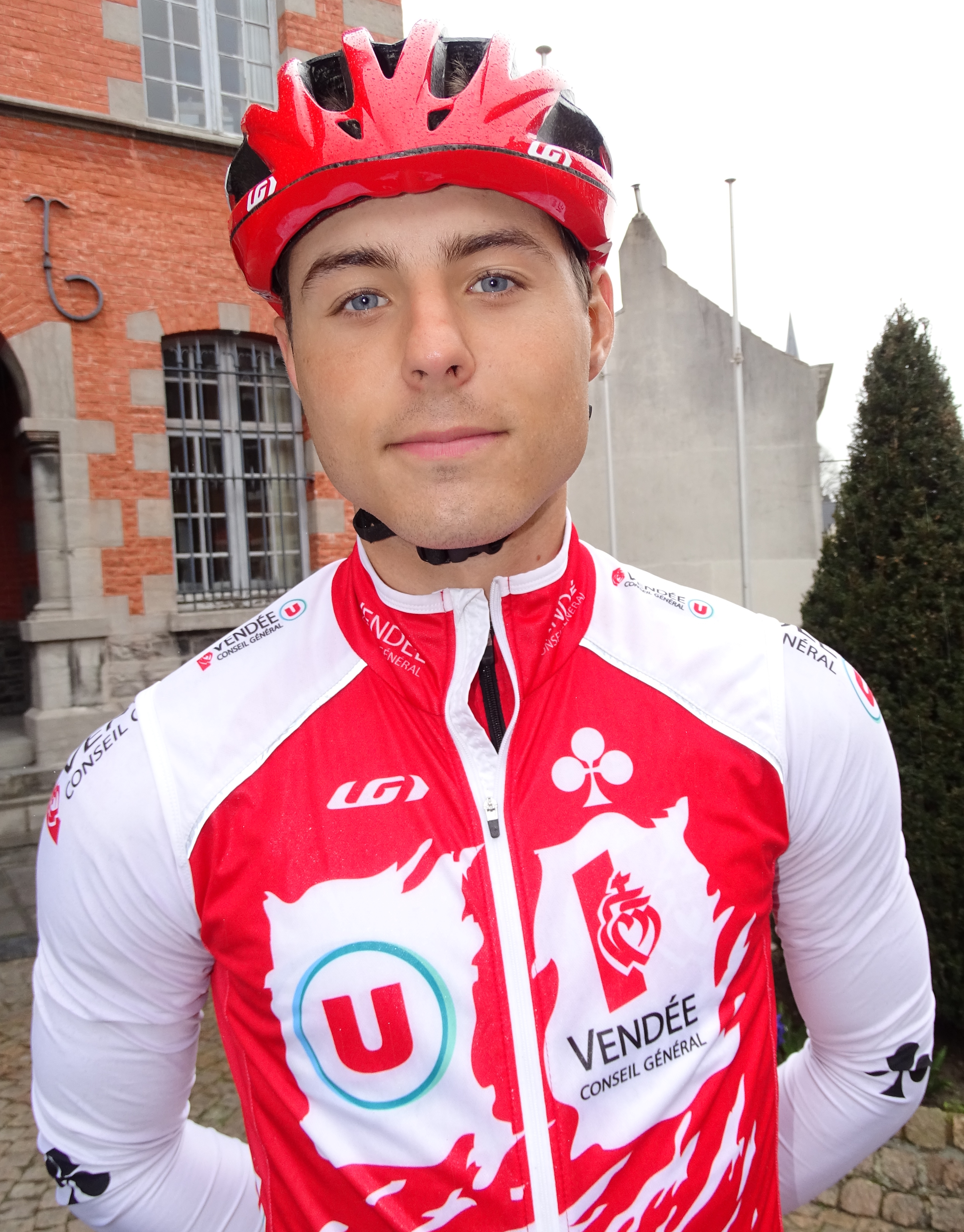
Romain Cardis lors du départ de la 1re étape du Triptyque des Monts et Châteaux 2015 à Antoing.

Romain Cardis commence le cyclisme à cinq ans, en ayant eu l'envie en voyant son père et ses frères disputer des courses, et s'inscrit en pré-licencié dans le club de ces derniers, la Pédale Combs-la-Villaise. À la suite d'un déménagement de la famille, il intègre l'Entente vélocipédique Angers Doutre en catégorie benjamin première année,. Il reste dans ce club jusqu'à ces années en catégorie junior, durant lesquelles il dispute ses premiers championnats de France de l'avenir, dont il prend la sixième place en deuxième année.
Durant sa première année en catégorie espoirs, en 2011, Romain Cardis court pour le Team Véranda Rideau. 
Il rejoint l'année suivante l'équipe Vendée U, réserve de l'équipe professionnelle Europcar. Il remporte une étape du Tour des Deux-Sèvres durant cette saison. 
En 2013, il est champion de France de poursuite par équipes avec Thomas Boudat, Julien Morice et Maxime Piveteau. Il se classe également sixième du championnat de France sur route espoir. 
En 2014, il est vainqueur du Tour de Seine Maritime et des Boucles de la Loire, quatrième du championnat de France amateur et stagiaire en fin de saison chez Europcar,. 
Durant sa dernière année chez Vendée U, en 2015, il remporte notamment le classement général du Tour du Loir-et-Cher et du Tour d'Eure-et-Loir. En septembre 2015, il est annoncé que Romain Cardis et ses coéquipiers Lilian Calmejane, Jérémy Cornu et Fabien Grellier, deviennent professionnels en 2016 dans l'équipe Direct Énergie, ex-Europcar. 
Au cours de cette période, Romain Cardis poursuit ses études et obtient un DUT Génie électrique et informatique à l'IUT d'Angers.

### Carrière professionnelle

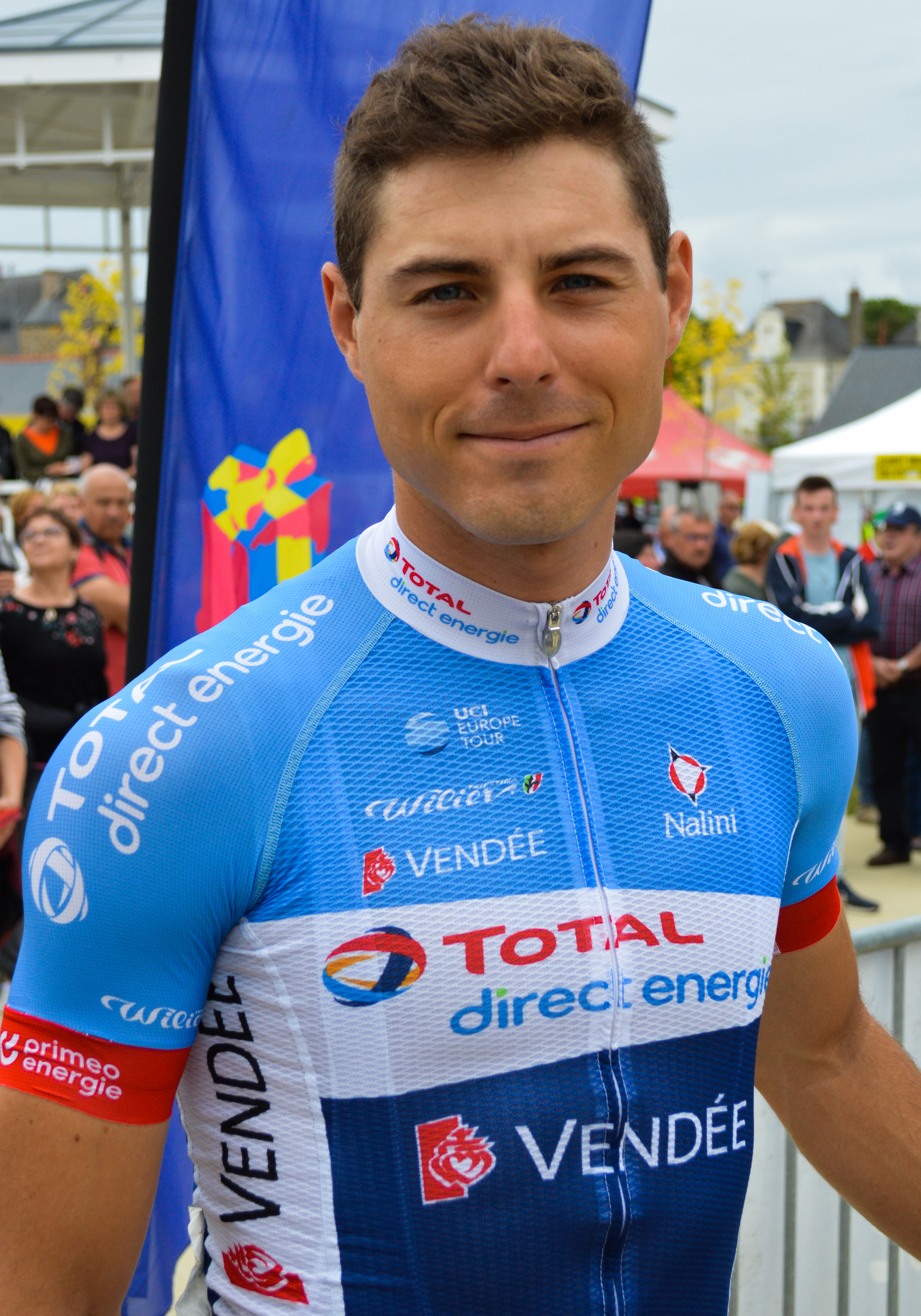
En juin 2019

Romain Cardis commence sa carrière professionnelle sur le Grand Prix La Marseillaise (99e). En mars, il participe à ses premières épreuves WorldTour, étant aligné sur le Grand Prix E3, Gand-Wevelgem puis le Tour des Flandres où il se fracture le scaphoïde. Le 31 juillet, il termine 14e de la Polynormande avant d'être retenu pour participer à le Tour d’Espagne.
Pour sa deuxième saison chez Direct Énergie, il se classe dix-neuvième du Grand Prix de Lillers début mars. Le 21 mai 2017, il termine quatrième Grand Prix de la Somme, place qu'il connait de nouveau le 2 août, sur la deuxième étape du Tour de Burgos. En septembre, il obtient de nouvelles places d'honneur en Belgique, 6e de la Primus Classic puis 11e du Tour de l'Eurométropole. Entretemps, il termine 17e de Paris-Chauny, remportée par son coéquipier Thomas Boudat. 
Au deuxième semestre 2018, il gagne la 1re étape du Tour de Wallonie et se classe dix-septième du Circuit Mandel-Lys-Escaut.
En 2021, il intègre l'équipe continentale Saint Michel-Auber 93. En mars il gagne Paris-Troyes.

## Palmarès et classements mondiaux sur route

### Palmarès amateur
| - 2010 - Tour du Pays de Loué - Classement général du Tour des Mauges - 2011 - Prix de la Saint-Laurent Espoirs - Grand Prix d'Ambrières-les-Vallées - 2012 - 2eb étape du Tour des Deux-Sèvres - Prix de Notre-Dame-de-Monts - 2e du Critérium de l'Ecluse - 2e du Tour des Deux-Sèvres - 2e du Grand Prix de Malaquais - 3e du Grand Prix Christian Fenioux - 2013 - La Suisse Vendéenne - 2e étape du Tour d'Eure-et-Loir - Circuit des Deux Provinces - 3e étape du Tour de Seine-Maritime (contre-la-montre par équipes) - 2e du Grand Prix de Saint-Georges-sur-Loire - 2e de Paris-Chalette-Vierzon - 3e de Nantes-Segré - 3e du Tour d'Eure-et-Loir - 2014 - Boucles de la Loire - 3e étape du Tour d'Eure-et-Loir (contre-la-montre par équipes) - Tour de Seine-Maritime : - Classement général - 3e étape (contre-la-montre par équipes) | - 2015 - Tour du Loir-et-Cher : - Classement général - 2e et 4e étapes - Classement général du Tour d'Eure-et-Loir - Trophée Louis Caiveau - Circuit des Deux Provinces - Classique Champagne-Ardenne - Grand Prix de Brissac-Quincé - Trophée des champions - 2e du Prix des Vallons de Schweighouse - 2e du Grand Prix de Saint-Georges-sur-Loire - 2e de Jard-Les Herbiers - 2e du Chrono Châtelleraudais - 2e de Paris-Chalette-Vierzon - 3e de Nantes-Segré - 3e des Boucles guégonnaises - 3e du Prix de Notre-Dame-de-Monts - 3e du Tour de Rhuys |  |

### Palmarès professionnel
| - 2018 - 1re étape du Tour de Wallonie - 2020 - 2e du Grand Prix d'Isbergues | - 2021 - Paris-Troyes |  |

### Résultats sur les grands tours

#### Tour d'Espagne
1 participation
- 2016 : 148e

### Classements mondiaux
| Année                                 | 2014 | 2015 | 2016  | 2017 | 2018 | 2019 | 2020 | 2021 | 2022 | 2023 | 2024  |
| ------------------------------------- | ---- | ---- | ----- | ---- | ---- | ---- | ---- | ---- | ---- | ---- | ----- |
| Classement mondial                    |      |      | 2084e | 493e | 931e | 697e | 246e | 261e | 471e | 407e | 2130e |
| UCI Europe Tour                       | 493e | 214e | 1388e | 266e | 566e | 513e | 204e | 222e | 376e | nc   | nc    |
|                                       |      |      |       |      |      |      |      |      |      |      |       |
| Légende : nc = non classéSource : UCI |      |      |       |      |      |      |      |      |      |      |       |

## Palmarès sur piste

### Championnats de France
- Roubaix 2013
  -  Champion de France de poursuite par équipes (avec Thomas Boudat, Julien Morice et Maxime Piveteau)